# Llista de peixos de la mar Cantàbrica
Aquesta llista de peixos de la mar Cantàbrica -no exhaustiva - inclou 184 espècies de peixos que habiten a la mar Cantàbrica ordenades per l'ordre alfabètic de llur nom científic.
- Acantholabrus palloni
- Alepocephalus bairdii
- Alepocephalus rostratus
- Ammodytes tobianus
- Anguilla anguilla
- Aphanopus carbo
- Arctozenus risso
- Argentina silus
- Argentina sphyraena
- Argyropelecus gigas
- Argyropelecus hemigymnus
- Argyropelecus olfersii
- Arnoglossus imperialis
- Arnoglossus laterna
- Arnoglossus thori
- Aspitrigla cuculus
- Atherina presbyter
- Bathysolea profundicola
- Belone belone
- Beryx decadactylus
- Beryx splendens
- Blennius ocellaris
- Boops boops
- Buglossidium luteum
- Callanthias ruber
- Callionymus lyra
- Callionymus maculatus
- Callionymus reticulatus
- Capros aper
- Centrolabrus exoletus
- Centroscymnus coelolepis
- Cepola macrophthalma
- Chelidonichthys lucerna
- Chelidonichthys obscurus
- Chelon labrosus
- Chimaera monstrosa
- Chlorophthalmus agassizi
- Ciliata mustela
- Citharus linguatula
- Coelorinchus caelorhincus
- Conger conger
- Crystallogobius linearis
- Ctenolabrus rupestris
- Cubiceps gracilis
- Dalatias licha
- Dasyatis pastinaca
- Deania calcea
- Deltentosteus quadrimaculatus
- Diaphus dumerilii
- Dicentrarchus labrax
- Dicologlossa cuneata
- Diplodus cervinus cervinus
- Diplodus sargus sargus
- Diplodus vulgaris
- Echiichthys vipera
- Echiodon dentatus
- Electrona risso
- Enchelyopus cimbrius
- Engraulis encrasicolus
- Epigonus denticulatus
- Epigonus telescopus
- Etmopterus pusillus
- Etmopterus spinax
- Eutrigla gurnardus
- Gadiculus argenteus subsp. argenteus
- Gaidropsarus guttatus
- Gaidropsarus macrophthalmus
- Gaidropsarus vulgaris
- Galeorhinus galeus
- Galeus melastomus
- Gobius niger
- Halargyreus johnsonii
- Helicolenus dactylopterus dactylopterus
- Hexanchus griseus
- Hoplostethus atlanticus
- Hoplostethus mediterraneus mediterraneus
- Hydrolagus mirabilis
- Hyperoplus lanceolatus
- Ijimaia loppei
- Isurus oxyrinchus
- Labrus bergylta
- Lagocephalus lagocephalus subsp. lagocephalus
- Lampanyctus crocodilus
- Lampanyctus intricarius
- Lepidion eques
- Lepidopus caudatus
- Lepidorhombus boscii
- Lepidorhombus whiffiagonis
- Lepidotrigla cavillone
- Lesueurigobius friesii
- Leucoraja naevus
- Lithognathus mormyrus
- Liza aurata
- Liza ramada
- Lophius budegassa
- Lophius piscatorius
- Macroramphosus scolopax
- Malacocephalus laevis
- Maurolicus muelleri
- Melanostigma atlanticum
- Merluccius merluccius
- Microchirus variegatus
- Micromesistius poutassou
- Mola mola
- Molva dypterygia
- Molva molva
- Mora moro
- Mugil cephalus
- Mullus surmuletus
- Mustelus asterias
- Mustelus mustelus
- Myliobatis aquila
- Nemichthys scolopaceus
- Nesiarchus nasutus
- Nezumia aequalis
- Nezumia sclerorhynchus
- Notacanthus bonaparte
- Notoscopelus kroyeri
- Ophidion barbatum
- Pagellus acarne
- Pagellus bogaraveo
- Pagellus erythrinus
- Pagrus pagrus
- Paralepis coregonoides
- Paraliparis membranaceus
- Pegusa lascaris
- Phrynorhombus norvegicus
- Phycis blennoides
- Phycis phycis
- Pollachius pollachius
- Polymetme corythaeola
- Polyprion americanus
- Pomatoschistus minutus
- Pomatoschistus norvegicus
- Pomatoschistus pictus
- Psetta maxima
- Raja brachyura
- Raja clavata
- Raja microocellata
- Raja montagui
- Raja undulata
- Raniceps raninus
- Sardina pilchardus
- Sarpa salpa
- Sciaena umbra
- Scomber japonicus
- Scomber scombrus
- Scomberesox saurus subsp. saurus
- Scophthalmus rhombus
- Scorpaena loppei
- Scorpaena notata
- Scorpaena porcus
- Scorpaena scrofa
- Scyliorhinus canicula
- Scyliorhinus stellaris
- Scymnodon ringens
- Serranus cabrilla
- Solea senegalensis
- Solea solea
- Sparus aurata
- Sphoeroides pachygaster
- Spondyliosoma cantharus
- Sprattus sprattus
- Squalus acanthias
- Stomias boa boa
- Symphodus melops
- Synaphobranchus kaupii
- Syngnathus typhle
- Torpedo marmorata
- Trachinus draco
- Trachurus mediterraneus
- Trachurus picturatus
- Trachurus trachurus
- Trachyrincus scabrus
- Trachyscorpia cristulata subsp. cristulata
- Trichiurus lepturus
- Trigla lyra
- Trigloporus lastoviza
- Trisopterus luscus
- Trisopterus minutus
- Xenodermichthys copei
- Zenopsis conchifer
- Zeugopterus regius
- Zeus faber

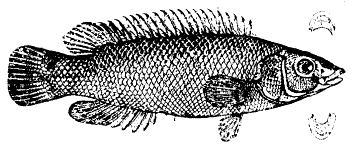
Talla-roques (Acantholabrus palloni)
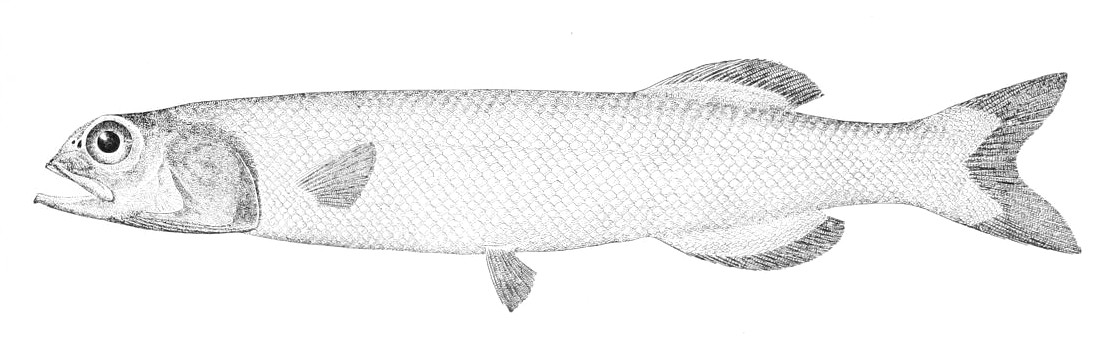
Alepocephalus bairdii
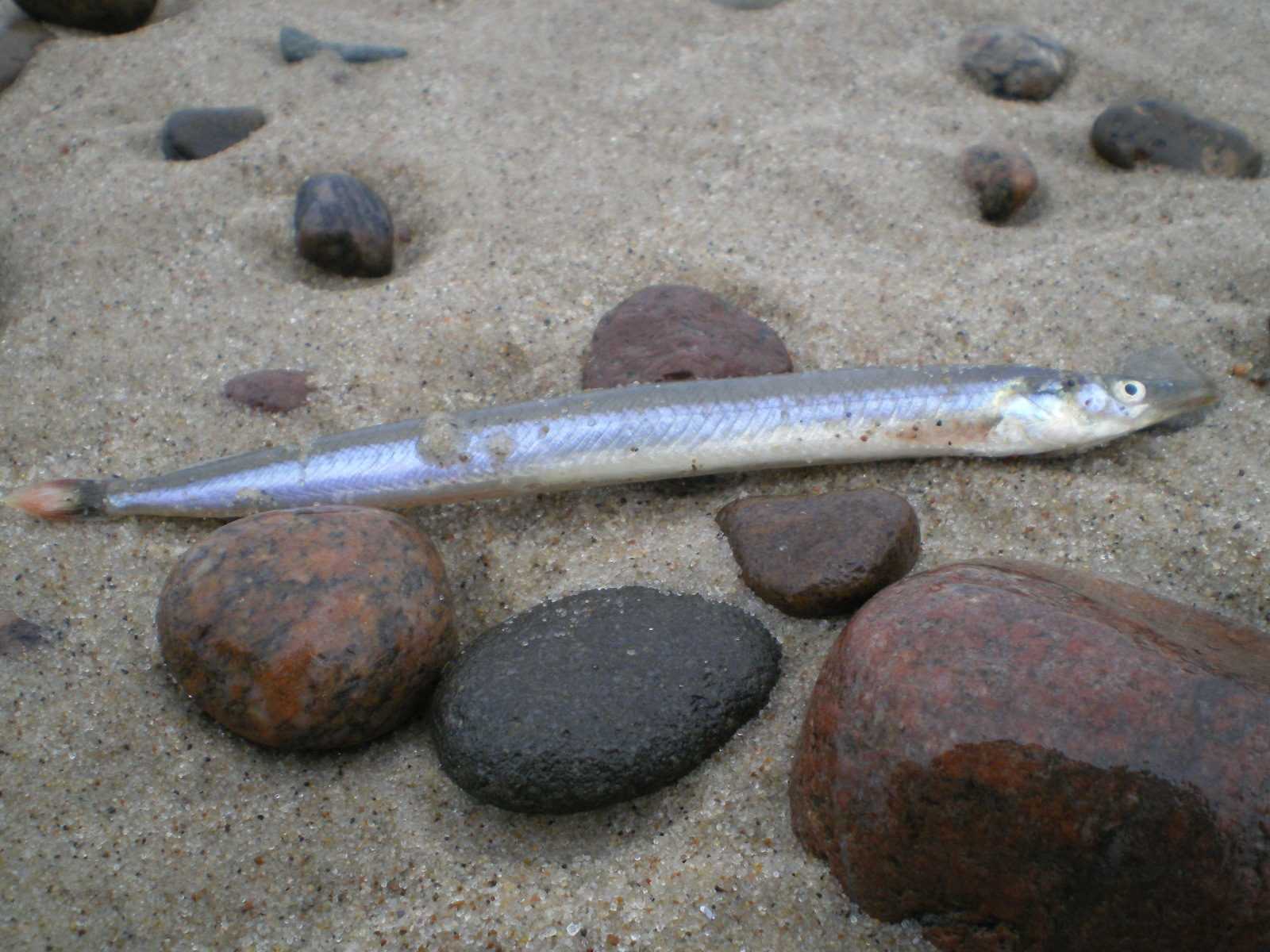
Trencavits (Ammodytes tobianus)
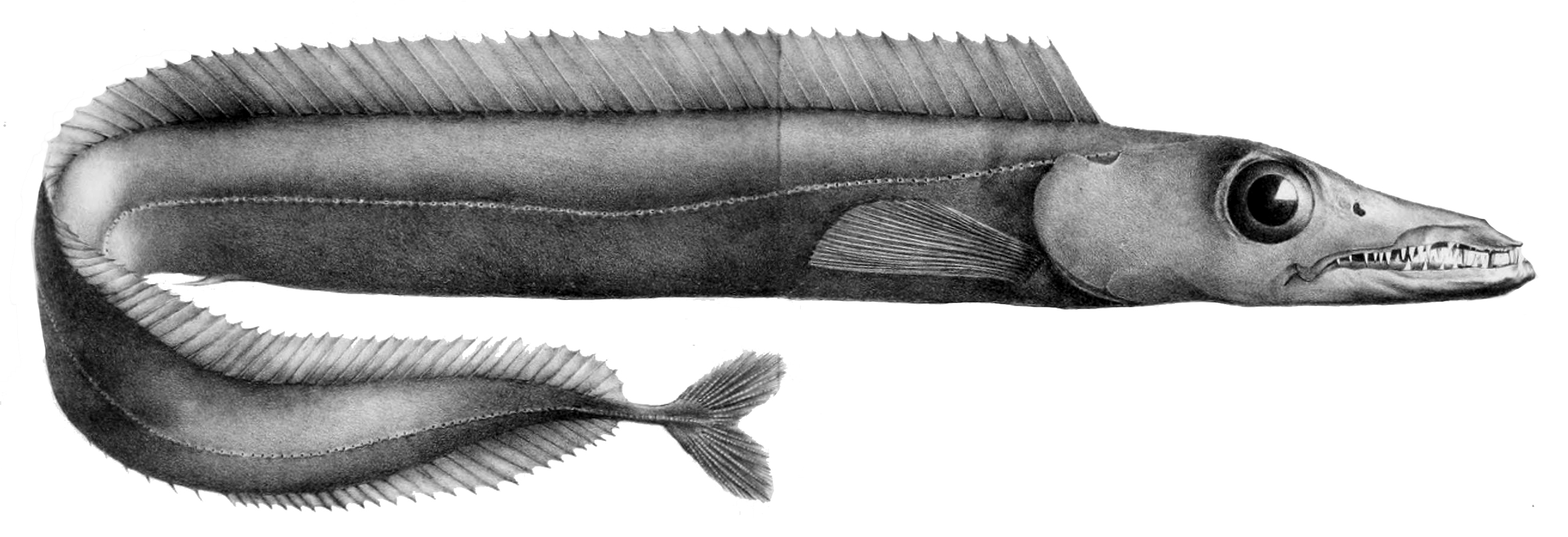
Aphanopus carbo
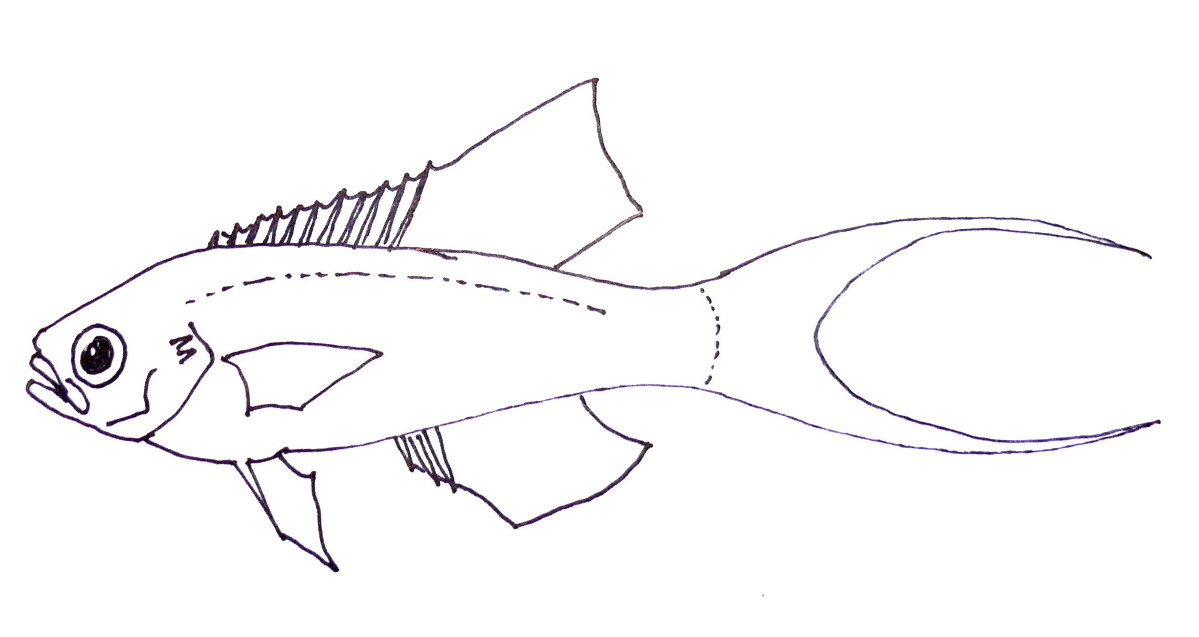
Callanthias ruber
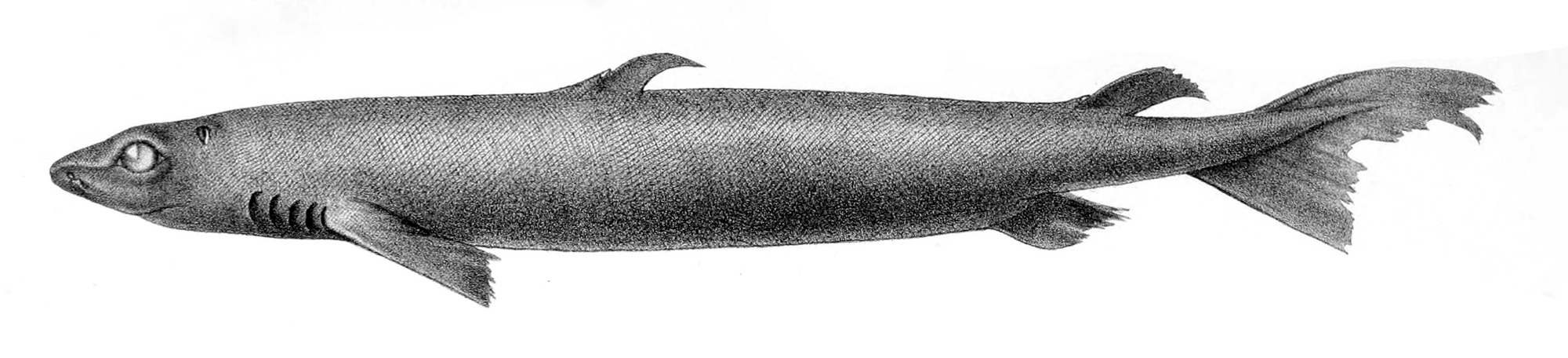
Pailó (Centroscymnus coelolepis)
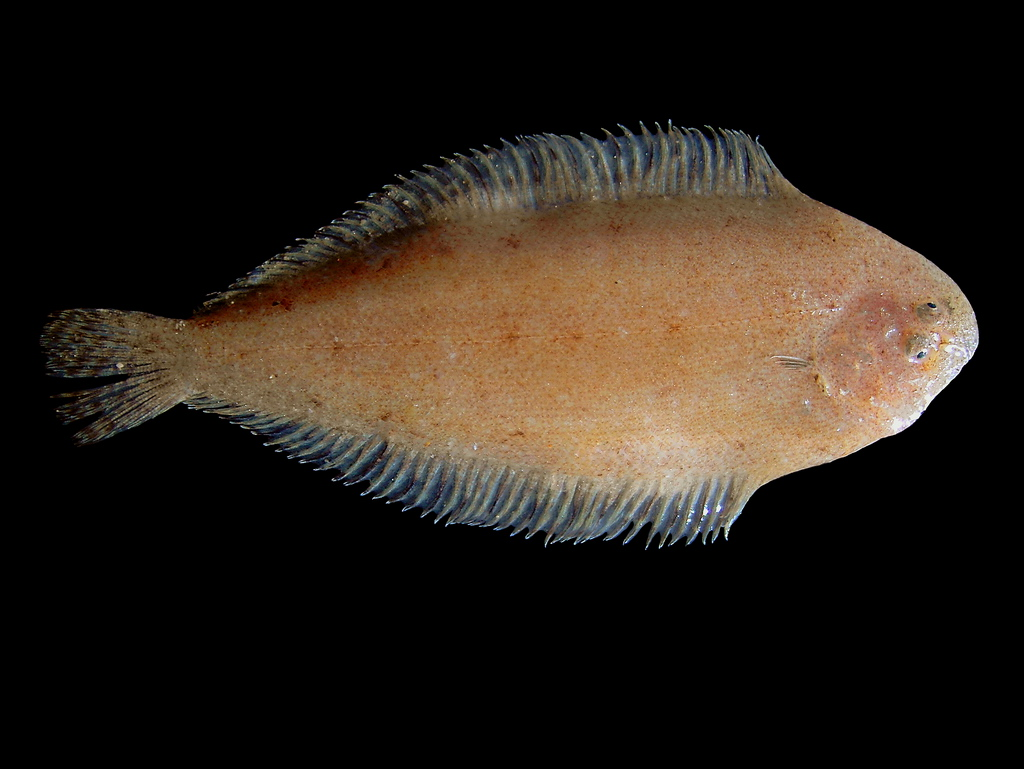
Palaí xic (Buglossidium luteum)
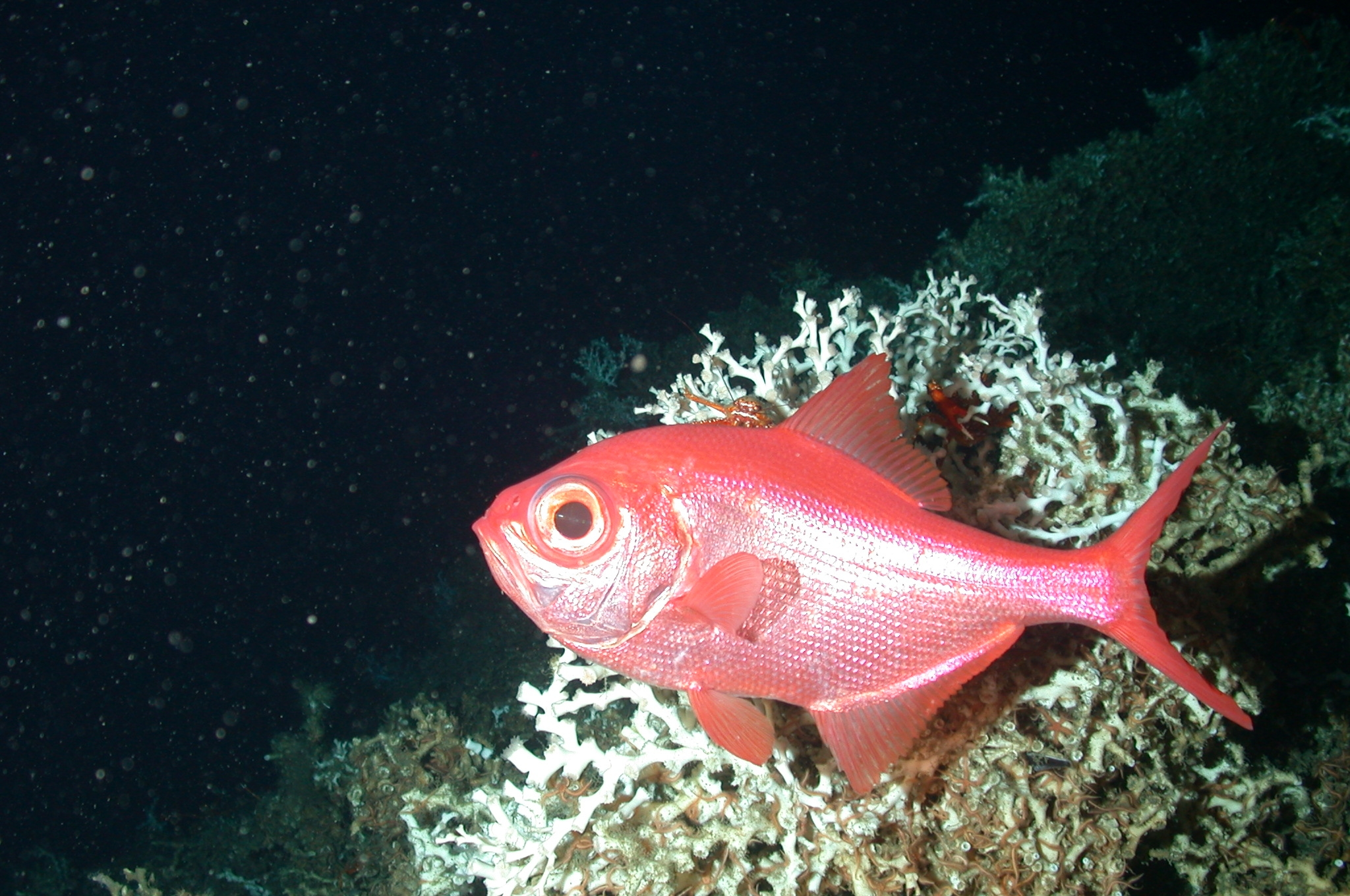
Beryx decadactylus
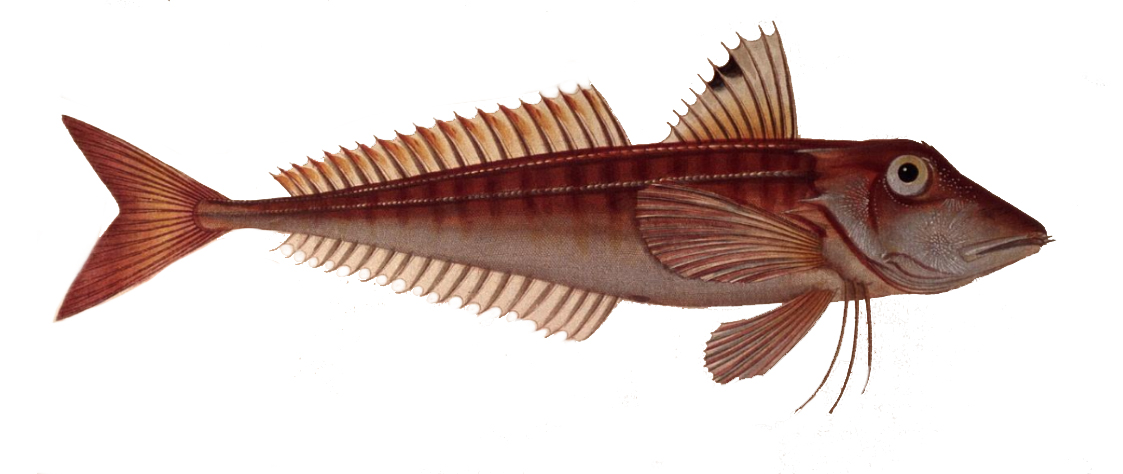
Aspitrigla cuculus
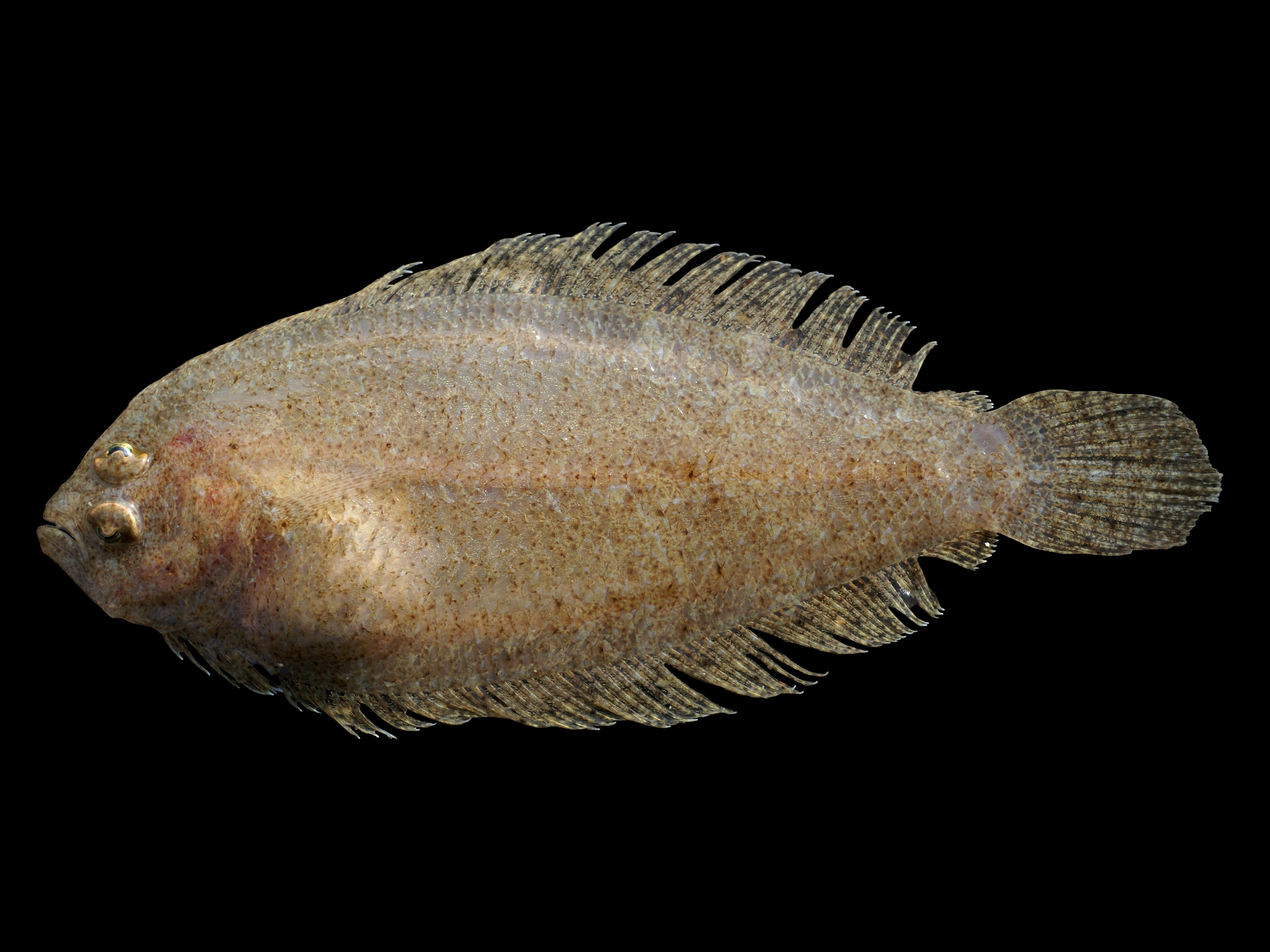
Peluda vera (Arnoglossus laterna)
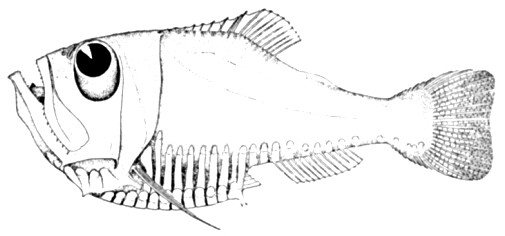
Argyropelecus hemigymnus
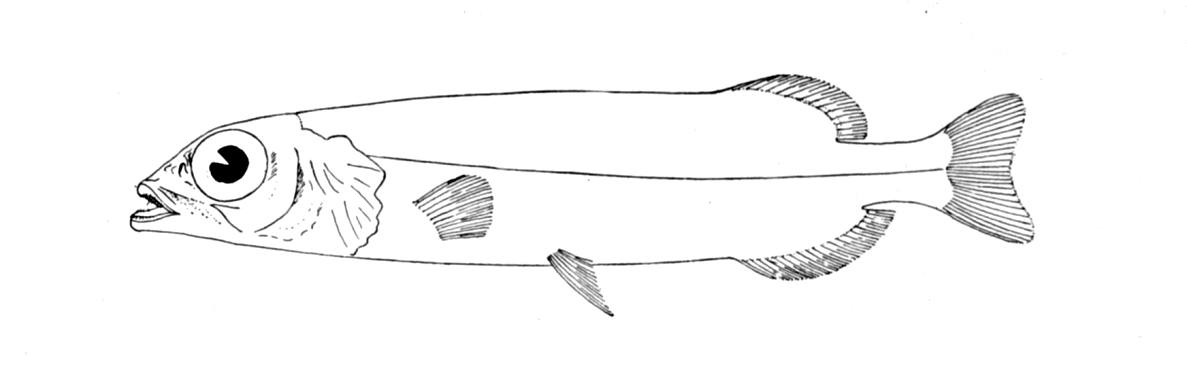
Alepocephalus rostratus
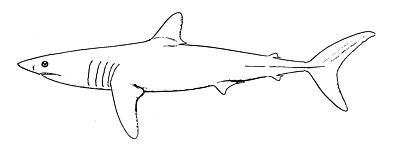
Solraig (Isurus oxyrinchus)
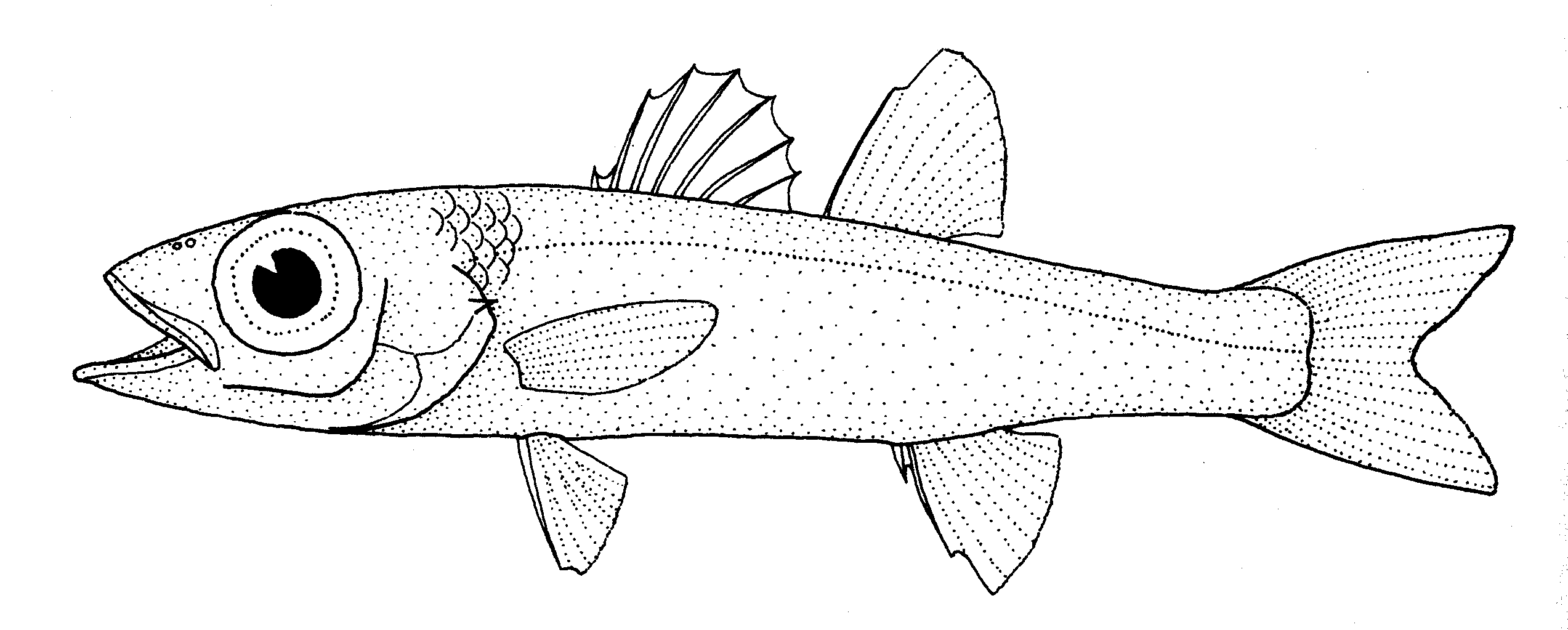
Epigonus telescopus
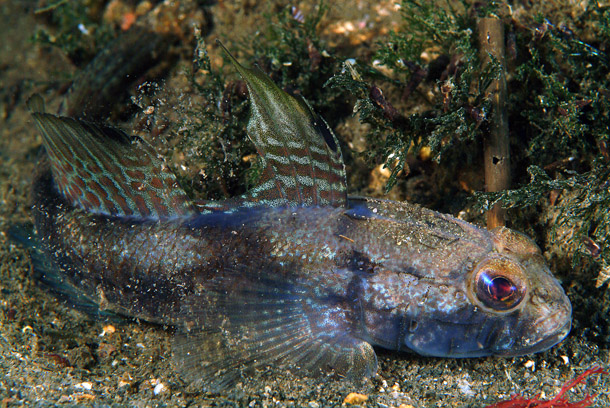
Cabot de fang (Gobius niger)
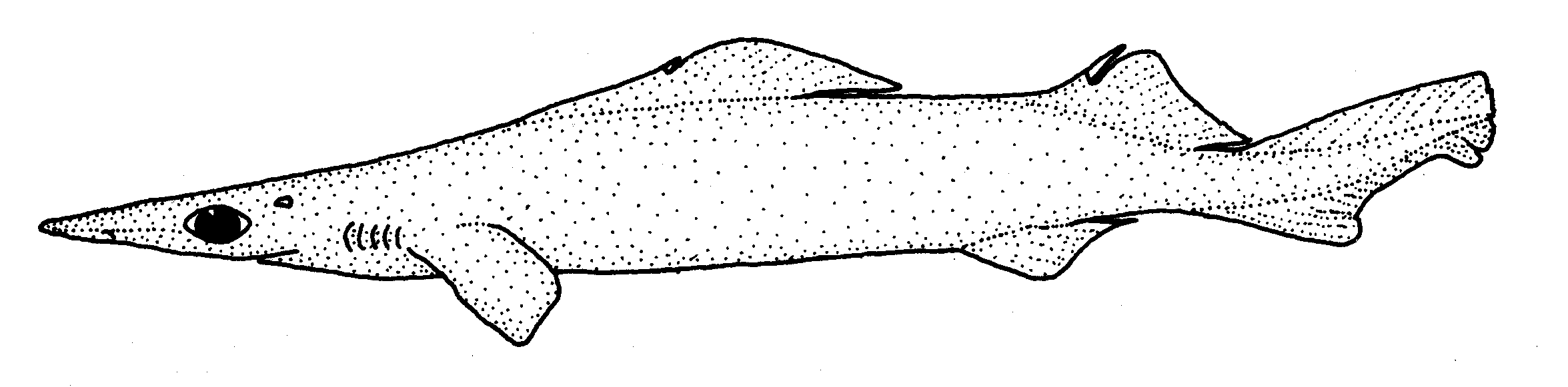
Deania calcea
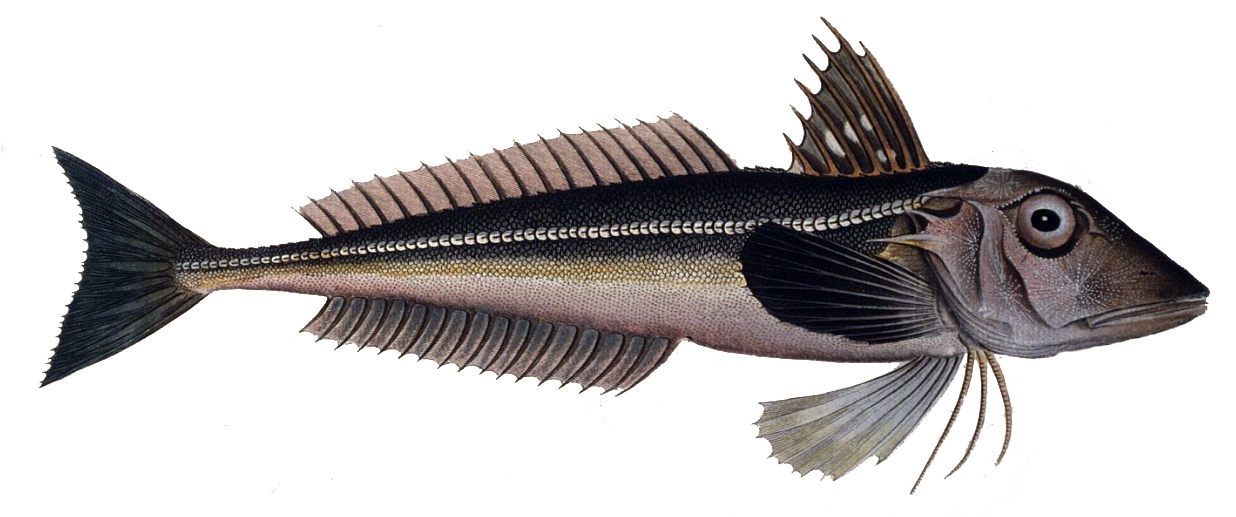
Eutrigla gurnardus
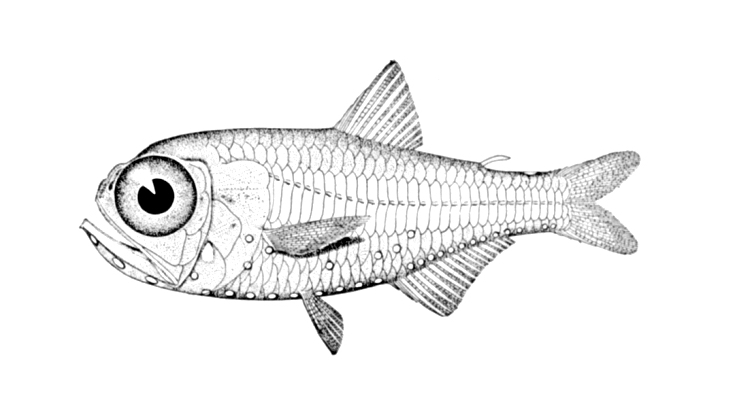
Esclat (Electrona risso)
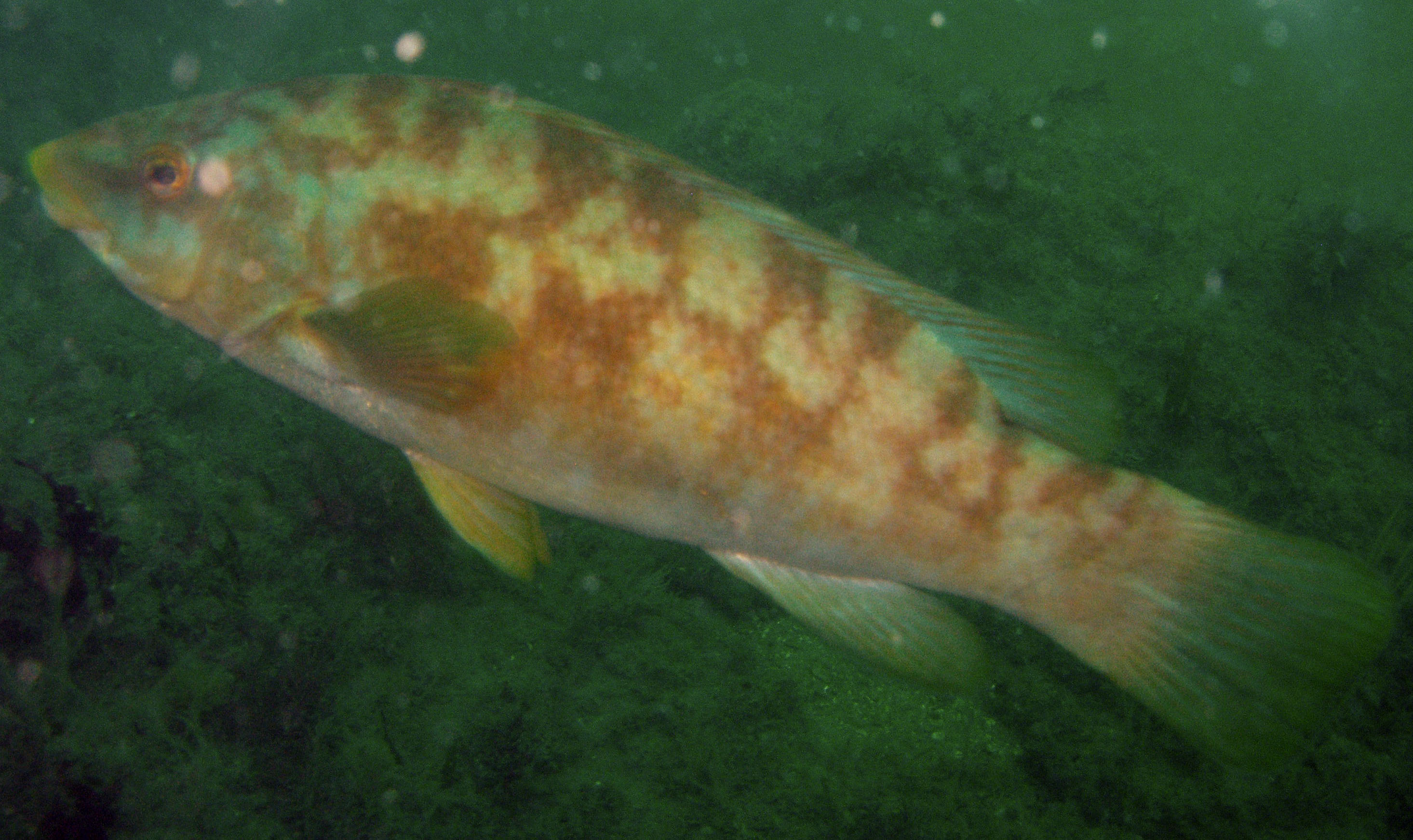
Bestenaga (Labrus bergylta)
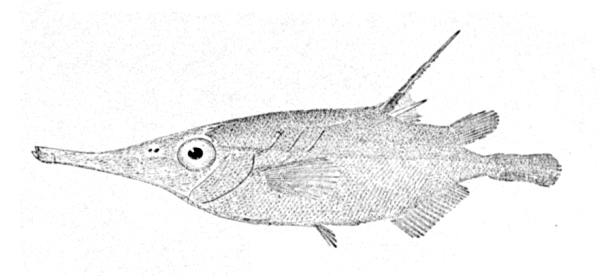
Trompeter (Macroramphosus scolopax)
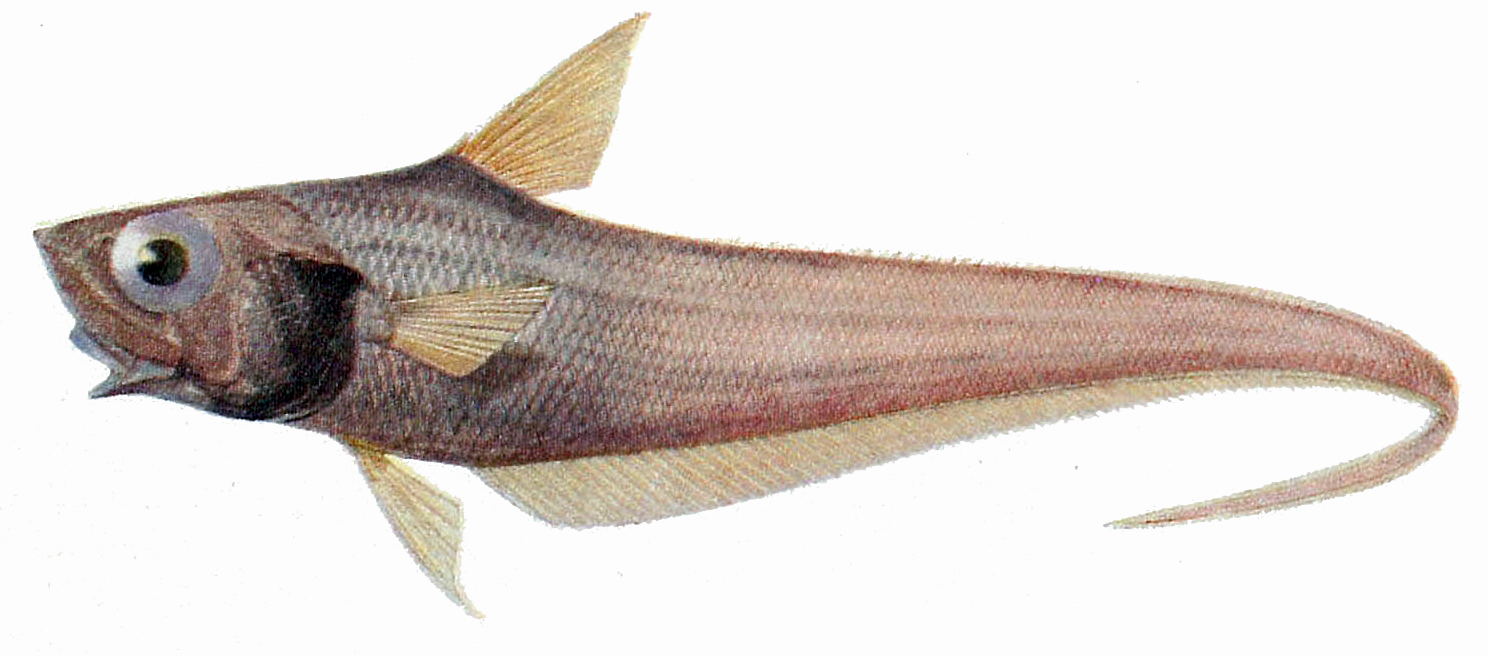
Ratolí (Nezumia aequalis)
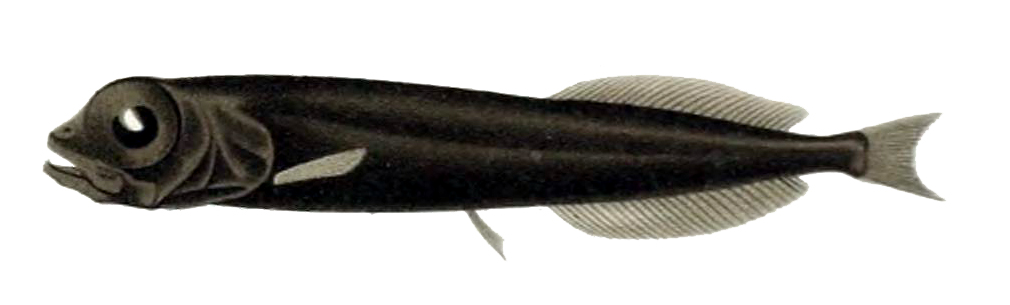
Xenodermichthys copei
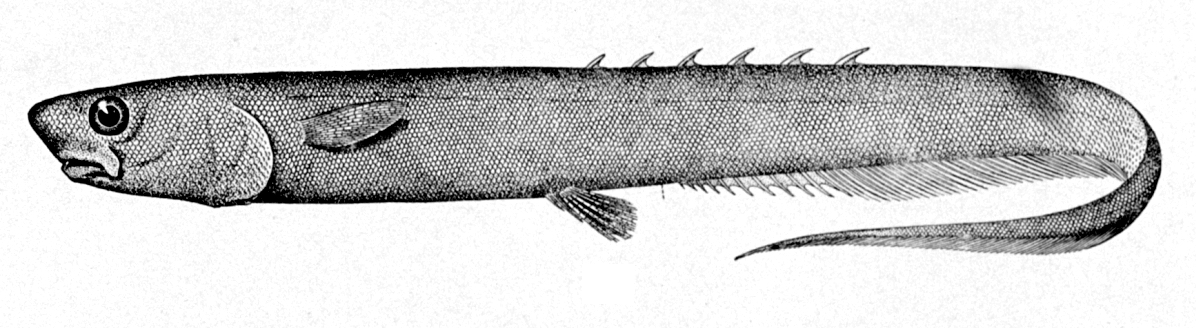
Notacanthus bonaparte
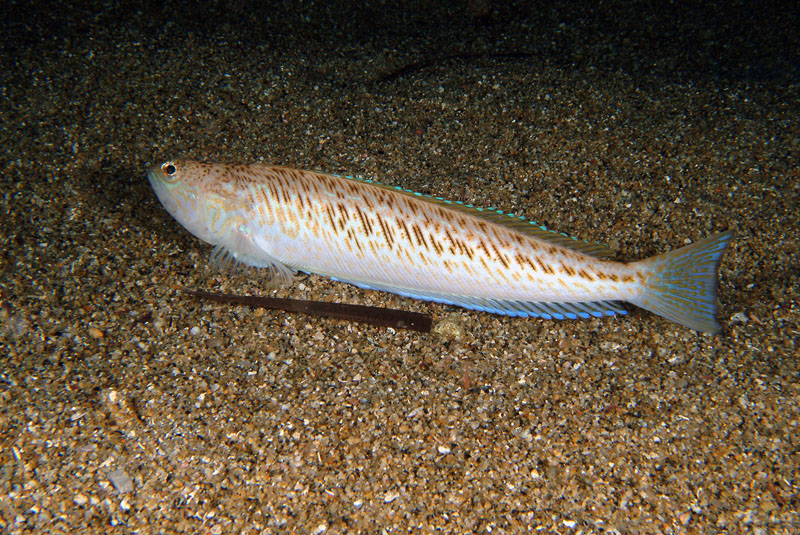
Aranya blanca (Trachinus draco)
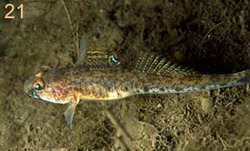
Pomatoschistus norvegicus